# Chaltenobatrachus grandisonae
Chaltenobatrachus grandisonae là một loài ếch thuộc họ Leptodactylidae.
Đây là loài đặc hữu của Chile.
Môi trường sống tự nhiên của chúng là rừng cận Nam cực, rừng ôn đới, đầm nước, và đầm nước ngọt.